# Wincenty Kwieciński (1916–1984)

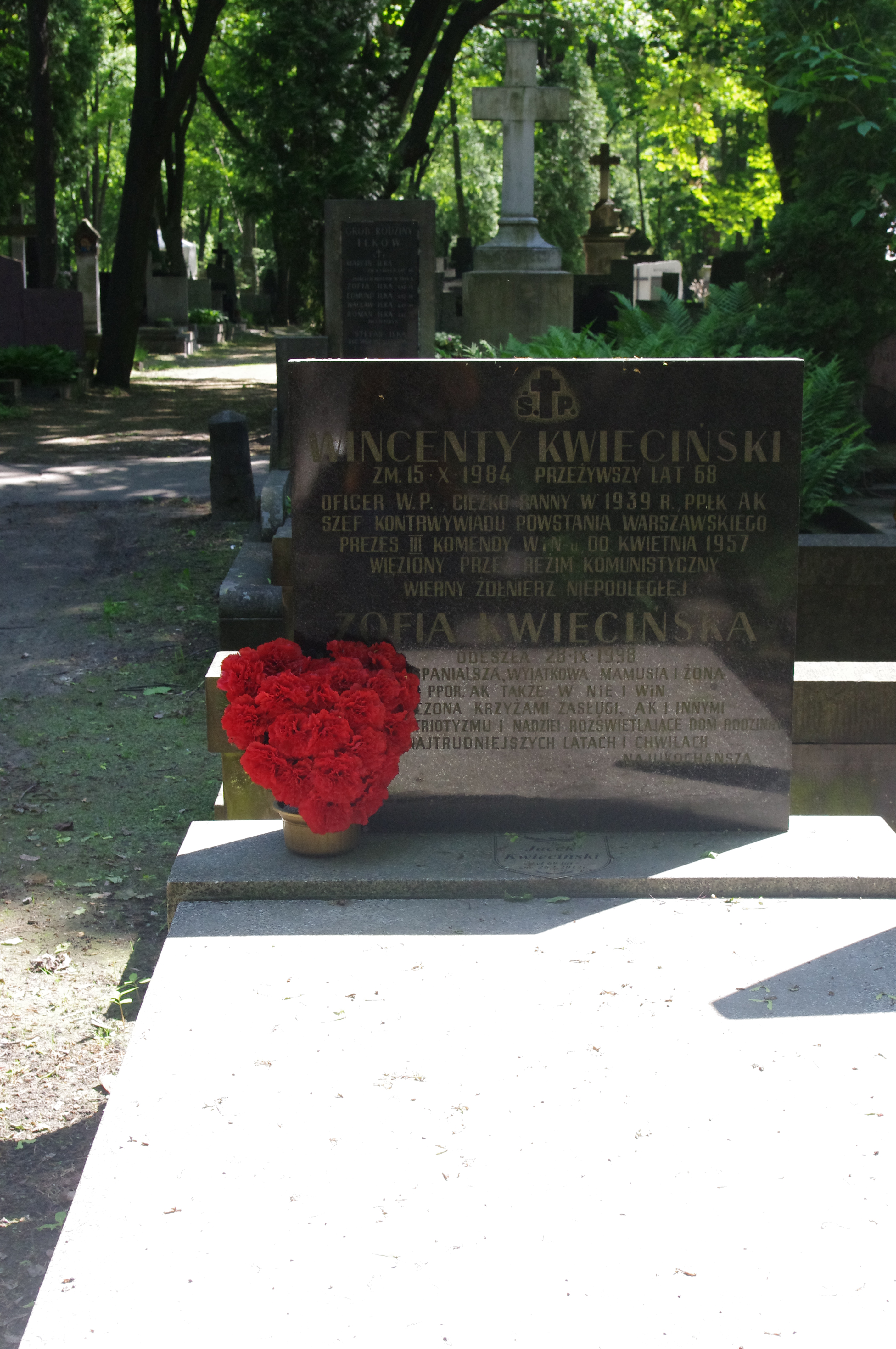
Nagrobek Wincentego i Zofii Kwiecińskich

Wincenty Jerzy Kwieciński, przybrane nazwisko Witold Kamiński, ps. „Głóg”, „Jur”, „Lotny”, „V-T”, „Mańkut”, „Proboszcz” (ur. 24 grudnia 1916 w Słowiańsku, zm. 15 października 1984 w Warszawie) – podpułkownik artylerii Wojska Polskiego, żołnierz Związku Walki Zbrojnej i Armii Krajowej oraz NIE, Delegatury Sił Zbrojnych na Kraj i Zrzeszenia WiN, kawaler Orderu Orła Białego. Więzień polityczny w PRL.

## Życiorys
Prymus Korpusu Kadetów Nr 1 we Lwowie. W Wojsku Polskim został mianowany na stopień podporucznika ze starszeństwem z dniem 1 października 1937 i zweryfikowany w korpusie oficerów artylerii z lokatą 1. Uczestniczył w wojnie obronnej 1939 jako najmłodszy dowódca 9 baterii 6 pułku artylerii lekkiej. 16 września został ranny w bitwie pod Aleksandrowem i Podsośniną Łukowską. Odznaczony Krzyżem Srebrnym Orderu Virtuti Militari.
Od 1940 należał do ZWZ-AK. Od 1944 był szefem kontrwywiadu komendy Okręgu AK Warszawa. Od 1945 działał w antykomunistycznej organizacji NIE, a następnie Delegaturze Sił Zbrojnych na Kraj.
Był prezesem III Zarządu Głównego Zrzeszenia WiN od października 1946 do stycznia 1947. Wcześniej, w czasach II Zarządu, pełnił funkcję najpierw zastępcy, a później Prezesa Obszaru Centralnego i współtworzył podziemny Komitet Porozumiewawczy Organizacji Polski Podziemnej (KPOPP).
Został aresztowany przez UB 5 stycznia 1947 i w grudniu skazany na karę dożywotniego więzienia. W lutym 1947 podpisał ulotkę-apel skierowany do swoich podkomendnych o skorzystanie z amnestii oraz zaakceptował decyzję dowódcy okręgu białostockiego WiN ppłk. „Juhasa” o ujawnieniu okręgu. Wypuszczony na wolność 27 kwietnia 1957.
Zmarł 15 września 1984. Został pochowany na cmentarzu Powązkowskim w Warszawie (kwatera 203-4-1).
Jego żoną była Zofia zd. Rymaszewska (zm. 1998), z którą miał syna Jacka (dziennikarz). Jego ciotecznym bratem był oficer Armii Krajowej Henryk Trojańczyk. Jego szwagrem był Stanisław Henryk Rymaszewski, powstaniec warszawski i polski architekt.

## Ordery i odznaczenia
- Order Orła Białego (pośmiertnie, 5 sierpnia 2008)[8]
- Krzyż Srebrny Orderu Virtuti Militari (1945)
- Krzyż Srebrny Orderu Virtuti Militari (1970)
- Krzyż Oficerski Orderu Odrodzenia Polski (3 maja 1983)[9]
- Złoty Krzyż Zasługi z Mieczami
- Srebrny Krzyż Zasługi z Mieczami
- Krzyż Armii Krajowej